# 물담배

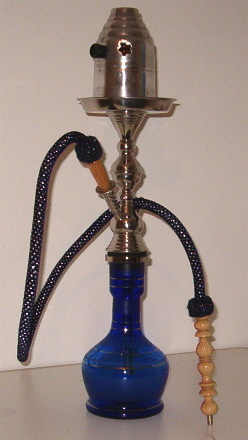
물담배, 프레임없음|center

물담배 또는 후카(영어: hookah, 아랍어: أرجيلة [arghileh], 페르시아어: قلیان [qalyān], 힌두스탄어: हुक़्क़ा (데바나가리 문자) حقّہ  (나스탈리크체)[hukkā], Hukić)는 시샤라는 이름의 맛이 나는 담배나 대마를 증발시켜 피우기 위한 하나 이상의 줄기로 된 기구를 가리키며, 연기는 (보통 유리로 된) 물 대야를 통과시킨 다음 흡입한다. 아마 페르시아에서 발명되고, 이슬람권에서 대성한 흡연 도구의 일종이다.
물담배를 피울 때 물에 제대로 걸러지지 않은 독성 물질에 노출될 위험이 있고, 특히 파이프를 돌려쓸 경우 병이 전염될 가능성도 있다. 파이프는 무굴 제국의 이르판 샤이흐가 발명했다는 설과 페르시아의 사파비 왕조에서 전래됐다는 설이 있다. 물담배는 오스만 제국 시절에 이집트와 레반트 지역에 전래됐다.
영어로 물담배를 의미하는 hookah는 아랍어 huqqa에서 유래됐다. 물담배 흡연은 레반트 지역의 이민자들이 세계 각지로 퍼져나가면서 점차 확산되고 있는 추세다.

## 역사
인도의 Cyril Elgood (PP.41, 110)에 따르면, 물리학자 Irfan Shaikh이 무굴 황제 악바르 1세 (1542 - 1605 AD)의 법정에서 이 개념을 발명해냈다. 한편 페르시아의 시인 Ahlī Shirazi의 4행시는 갤리언(ḡalyān: Falsafī, II, p. 277; Semsār, 1963, p. 15)을 언급하고 있으므로 적어도 시기는 타흐마스프 1세로까지 더 거슬러 올라간다. 페르시아에서 갤리언이 사용되었고 인도로 유입된 것으로 보이며, Abu’l-Fath Gilani가 언급된다. 그러나 1560년대까지 물 파이프의 존재에 대한 증거는 없다. 게다가 담배는 1600년 즈음 페르시아에 도달한 것으로 믿겨지므로 Ahlī Shirazi의 4행시에서는 다른 방법을 통해 다른 물질을 사용하여 흡연하였을 것으로 짐작된다.
담배가 유럽에서 페르시아와 인도로 유입되면서 페르시아 북부의 한 주인 길란 주 출신의 Hakim Abu’l-Fath Gilani는 하마라스탄(Hamarastan)으로 이주하였다. 나중에 그는 무굴 법정의 물리학자가 되었고 흡연 이후의 건강 문제를 언급하여 인도의 귀족층 사이에서 유명해졌다.

## 현대적 발전
구리, 황동, 저급 합금 대신, 제조업체들은 점차 스테인리스강과 알루미늄을 사용하고 있다. 가죽과 철사 대신 실리콘 고무 화합물이 물담배 호스에 사용되며, 이러한 새로운 소재는 물담배를 보다 내구성 있게 만들고, 흡연 시 발생하는 냄새를 줄이며, 부식이나 세균 번식의 위험 없이 세척이 가능하게 한다. 신기술과 현대적인 디자인 트렌드는 물담배의 외관에도 변화를 주고 있다. 이러한 현대 물담배의 명백한 장점에도 불구하고, 높은 생산 비용과 전통적인 물담배 제조 지역의 현대 설비 부족으로 인해, 대부분의 물담배는 여전히 기존의 기술로 생산되고 있다.

## 구조 및 동작 원리

물담배의 단면.

### 구성 요소
그로밋을 제외하고, 물담배는 수많은 요소로 이루어지며, 그 중 네 개는 동작에 필수적이다.

### 담배 사발
물담배의 머리 부분인 담배 사발(bowl)은 보통 점토, 대리석, 유리로 이루어진 용기로, 숯과 담배를 담아둔다. 이 사발에 담배를 올려두고 덮개나 알루미늄 호일로 덮는다.

### 윈드스크린
물담배의 덮개인 윈드스크린(windscreen)은 담배 사발 위에 얹으며, 특정한 형태의 공기 구멍이 있다. 바람이 숯의 타는 속도와 온도를 증가시키지 못하게 하며, 재와 타는 잉걸불이 주위 환경으로 튀지 못하게 한다.

### 호스
호스는 흡연을 도와주는 유연한 관으로, 흡입 전에 냉각을 시켜주는 역할을 한다. 끝부분은 금속, 나무, 플라스틱 마우스피스로 되어 있고, 이 마우스피스의 종류와 크기, 색, 물질 종류는 다양하다.

### 소비 가능한 물질

#### 시샤
시샤(Sisha, Mu‘assel)라고 불리는 담배 물질은 보습제인 당밀 및 채소 글리세롤과 이에 특정한 맛을 추가한 시럽 형태의 담배 믹스이다. 시샤의 맛은 일반적으로 사과, 구아바, 레몬, 민트 등의 과일맛으로 되어 있다. 담배 기반이 아닌 시샤 또한 담배 흡연이 허용되지 않는 곳에서 이용이 가능하다.

#### 목탄
숯은 담배를 담배 사발 안에 전달할 열을 만들어내는 에너지원이다. 글리세롤이 담배에 습기를 보충하는데 사용되므로, 연기를 내기 위해 목탄은 글리세롤의 끓는점인 290 °C 이상으로 열을 발생시킬 수 있다. 그러므로, 물담배 흡연에 쓰이는 목탄은 딱딱하고 밀도가 높으며 불이 붙기 쉽고 지속열을 이용하여 더 오래 탈 수 있어야 한다.

## 건강 문제

### 전염 문제
물담배의 파이프를 공유했을 때, 결핵, 간염, 인플루엔자, 헬리코박터 파일로리 감염 등의 위험이 존재한다. 교체용 마우스피스를 이용하면 이 위험을 줄일 수 있지만, 근절시키지는 못한다.

### 독성 물질 노출
물담배는 수많은 독성 물질을 포함하고 있다. 물은 이러한 화학 물질의 다수를 걸러내지 못한다. 물담배의 연기에는 숯, 담배, 조미 물질이 타면서 나온 독성 물질이 포함된다. 물담배를 피우는 사람들은 암, 심장질환, 폐질환 등의 기타 건강 문제를 야기할 수 있다. 이러한 물질에는 담배 특유의 니트로사민, 다환 방향족 탄화수소(PAH), 휘발성 알데히트(포름알데히드, 아세트알데히드, 아크롤레인), 벤젠, 산화 질소, 중금속(비소, 크로뮴, 납), 일산화 탄소(CO)를 포함한다. 물담배를 피우면 인체의 일산화 탄소(CO)의 수준을 평소보다 8배나 증가시킨다. 담배 하나를 피울 때와 비교할 때, 물담배는 더 많은 일산화 탄소와 PAH, 비슷한 수준의 니코틴, 더 낮은 수준의 담배 특유의 니트로사민에 노출된다. 이러한 화학 물질들을 흡입하면 담배 흡연자들과 동일한 건강 문제 다수의 위험이 증가하게 된다.

### 물담배의 의존성과 중독
물담배 흡연자들은 중독 물질의 하나인 니코틴을 흡입한다. 물담배를 피우면 일반적으로 하나의 담배를 피우는 니코틴 보다 1.7배 더 많이 전달되며 일일 물파이프 사용자의 니코틴 흡수율은 하루 10개의 담배를 피우는 것과 맞먹는다.

## 같이 보기
- 봉 (담뱃대)
- 향